# Ассефа Мезґебу
Ассефа Мезґебу  (англ. Assefa Mezgebu, 19 червня 1978) — ефіопський легкоатлет, олімпійський медаліст.

## Виступи на Олімпіадах
| Олімпіада    | Дисципліна           | Місце     |
| ------------ | -------------------- | --------- |
| Атланта 1996 | біг на 5000 метрів   | 7 h2 r2/3 |
| Сідней 2000  | біг на 10 000 метрів | 3         |